# Intars Busulis
Intars Busulis (Talsi, Letònia, 2 de maig de 1978) és un músic, cantant i trombonista letó, guanyador de nombrosos concursos. Intars Busulis està casat i té dos fills.
La seva carrera musical es va iniciar amb la seva germana cantant la cançó "Ūsainā puķe". El 2007, Intars Busulis amb la cançó Гонки (terrat), va participar en el concurs Eirodziesma. Després de rebre 16.676 vots dels espectadors la cançó es va col·locar al 22è lloc. L'any 2009, Intars Busulis, amb la cançó "Sastrēgums", va guanyar l'Eirodziesma, i la versió en rus, "Probka" (Пробка), va representar a Letònia en el Festival de la Cançó d'Eurovisió 2009, que es va celebrar a Moscou. La cançó no va passar a la final quedant en l'últim lloc de les preferències europees.

## Discografia
- Shades of Kiss (2005)
- Kino (2008)
- AKTs (2010)
- CitāC (2013)